# Avra Valley
Avra Valley est une census-designated place (CDP) située dans le comté de Pima dans l'État de l'Arizona, aux États-Unis.

## Démographie
| 1990  | 2000  | 2010  | - | - | - |
| ----- | ----- | ----- | - | - | - |
| 3 403 | 5 038 | 6 050 | - | - | - |